# 柑捲軸螺
柑卷轴螺（学名：Tortaxis mandarinus）为钻头螺科卷轴螺属的动物，是中国的特有物种。

## 分佈
分布于广东、海南、香港、澳门等地，生活环境为陆地，主要栖息于山区丘陵地带树林里、潮湿的石块堆中以及农田附近的草丛中。

## 外部連結
- 維基物種上的相關：柑捲軸螺